# Arcadië (utopie)

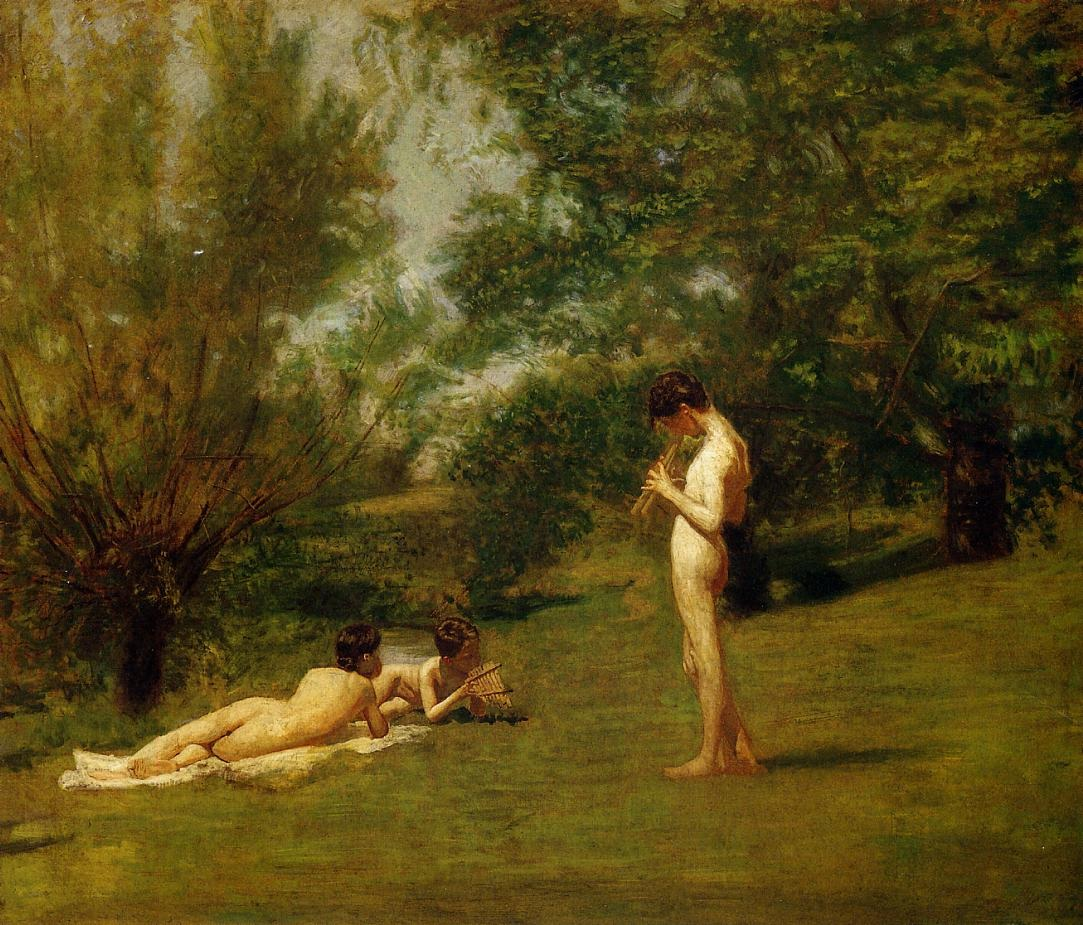
Arcadia
(1883), olieverf/doek, door Thomas Eakins, Metropolitan Museum of Art

Arcadië of Arcadia is een utopisch land vol bloemen, fruit en bossen, helder water, vogelzang en een eeuwige zomer. Al in de klassieke oudheid maakten deze elementen deel uit van een ideaal-landschap dat er ooit geweest zou zijn in een verloren Gouden Tijd aan het begin van de geschiedenis van de mensheid.

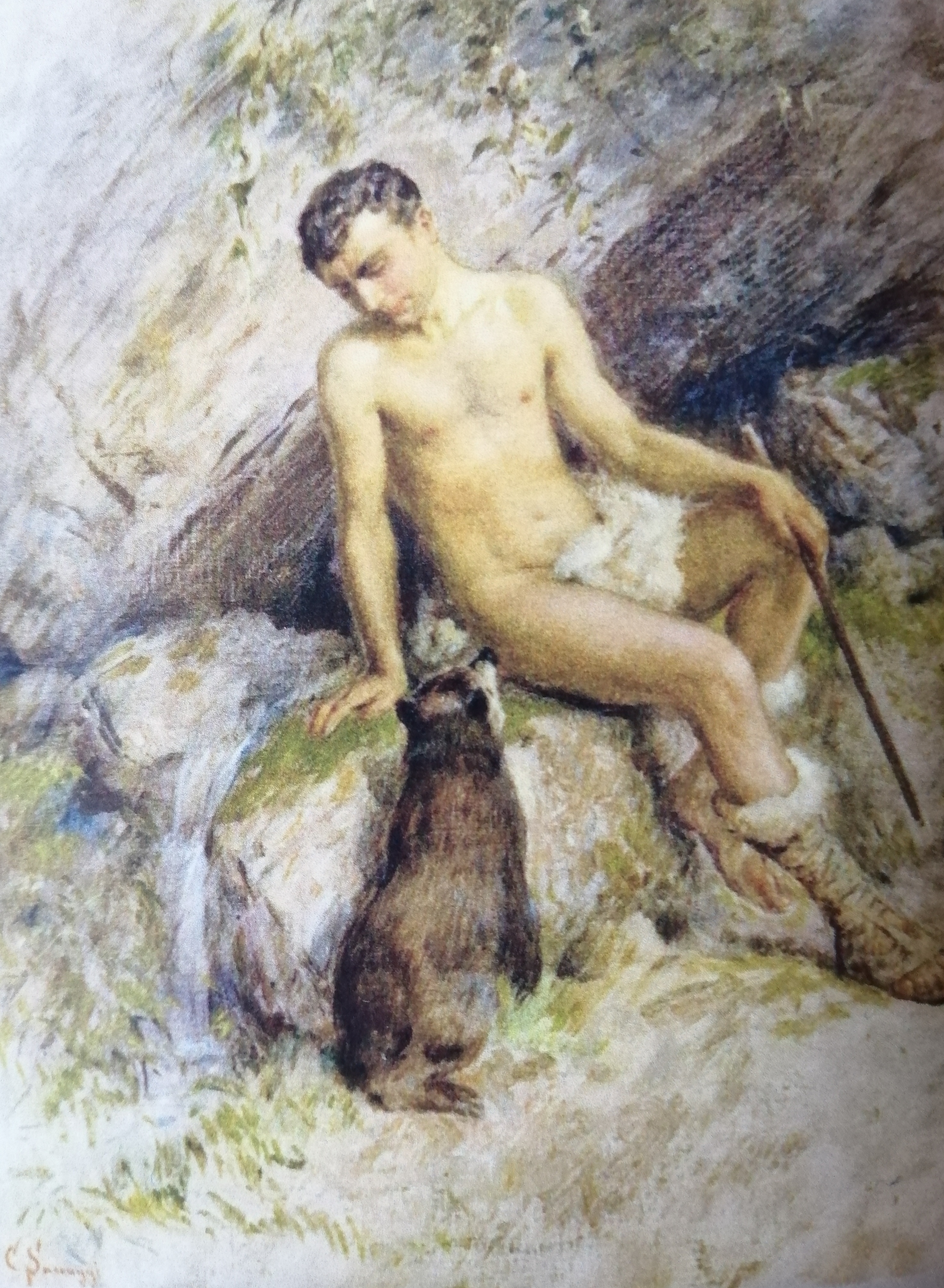
"Herder van Arcadia", het werk van Cesare Saccaggi

De naam komt van de gelijknamige Griekse streek op de Peloponnesos.
Met name door toedoen van de Romeinse dichter Vergilius heeft de literaire stilering van dit arcadische of pastorale landschap een aanzienlijke rol gespeeld in de latere letterkunde, en is sterk opgeleefd met de herontdekking van klassieke auteurs in de renaissance. De joods-christelijke tegenhanger van het Grieks-Romeinse Arcadia is de Bijbelse Tuin van Eden ofwel paradijs.

### Verwijzingen
1. ↑  Lemaire, Ton (1986). Een Nieuwe Aarde. In: Milieufilosofie. Tussen theorie en praktijk. Wouter Achterberg en Wim Zweers (red.)
2. ↑  Komrij, Gerrit (1980). Verwoest Arcadië. Uitgeverij de Bezige Bij